# Matthias Böhme
Matthias Böhme (* 23. Juli 1987 in Berlin) ist ein deutscher Volleyball-Spieler.

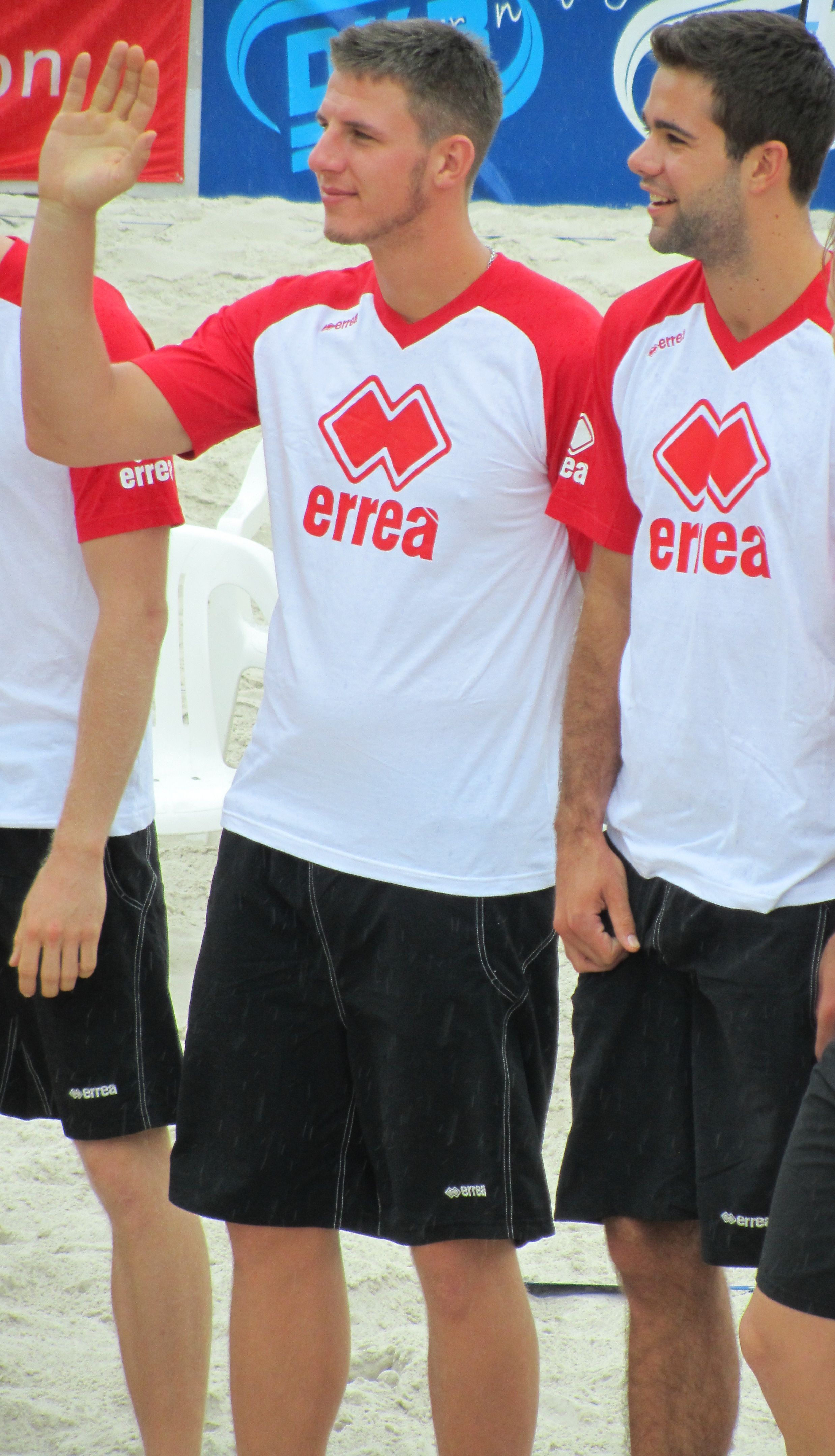
Mannschaftsvorstellung evivo Düren 2011

## Karriere
Matthias Böhme begann 1995 seine Volleyball-Karriere beim SV Preußen Berlin in Hohenschönhausen. Ab dem Jahr 2000 spielte er in der Jugend-Mannschaft des SC Charlottenburg und kurze Zeit später auch beim VC Olympia Berlin. 2006 wechselte er zum Bundesligisten Netzhoppers Königs Wusterhausen. In der Saison 2009/10 avancierte er zum Topscorer der Liga, 2010/11 wurde er Dritter in diesem Ranking. 2011 verließ Matthias Böhme seine Berliner Heimat und wechselte zu evivo Düren. Nach einer Saison in Düren wurde er vom griechischen Erstligisten Foinikas Syros verpflichtet. Dort blieb er jedoch nur ein halbes Jahr bis Ende 2012, bevor er nach Belgien zu Argex Duvel Puurs ging. Von 2015 bis 2016 spielte Böhme erneut bei den Netzhoppers Königs Wusterhausen.
Matthias Böhme hat einen älteren Bruder Marcus, der ebenfalls Volleyball spielt.